# عراق سبورت
أول قناة رياضية عراقية من جانب القطاع الخاص
القاهرة - 12 - 4 كوناانطلقت أول قناة رياضية في تاريخ العراق من جانب القطاع الخاص في بث تجريبى اليوم حيث ستكون متخصصة بالرياضة العراقية إلى جانب تغطية أبرز الانشطة الرياضية العربية والعالمية.
وذكر رئيس مجلس إدارة قناة عراق سبورت علي طالب الملا في تصريح صحافى هنا أن القناة ستكون متخصصة بالرياضة العراقية أنشطة وإنتاجا وستلقى الضوء على تاريخها وموقفها الحالى والمستقبلى.
واشار إلى أن القناة التي تبث تجريبيا من القمر العربي نايل سات بدأت بالإنتاج وتهيئة العديد من البرامج الرياضية المتميزة في جميع الأنشطة والفعاليات واعتمدت مراسلين ومكاتب لها في جميع محافظات العراق.
وأوضح أن قناة عراق سبورت ستقوم القناة بتغطية الأنشطة الرياضية العراقية وفي مقدمتها الدورى العراقى لكرة القدم كما ستتناول في تغطيتها الأخبارية المتنوعة أبرز الأنشطة الرياضية العربية والعالمية.
وتعتبر قناة (عراق سبورت) التي أسستها الشركة العراقية للاستثمارات الرياضية أول قناة رياضية عراقية في تاريخ العراق تُؤسس من قبل القطاع الخاص.